# 福克納縣
福克納縣（英語：Faulkner County）是美国阿肯色州中部的一個縣，面積1,720平方公里。根據2020年美國人口普查估計，共有人口12萬3,498人。縣治康威（Conway）。該縣成立於1873年4月12日，縣名紀念南北战争時期的南方邦聯軍人、音樂家桑福德·福克納（Sanford Faulkner）。
该县位于奥沙克河和阿肯色河谷的交汇处，早年的大部分时间人口稀少。主要是一个农村定居点的县，在南北戰爭和重建之后增长缓慢。今天被称为中央阿肯色大学的学院成立于1907年，但人口继续缓慢增长。小石城的发展和40号州际公路的建设使康威和福克纳县的其他地区成为州府的睡城。今天，福克纳县被纳入阿肯色州中部都会区，康威是主要城市。

## 历史
福克纳县于1873年4月12日由康韦县和普拉斯基县的部分地区组成，以桑福德·福克納的名字命名，福克納是一位种植园主、讲故事的人和小提琴手，以其19世纪中叶流行的民謠《阿肯色旅行者》而闻名，自1987年以来阿肯色州的官方历史歌曲。

## 地理
根据美国人口普查局的数据，该县总面积为664平方英里（1,720平方公里），其中648平方英里（1,680平方公里）为陆地，16平方英里（41平方公里）（2.4%）为水域。

### 邻近县
- 克利本县（东北）
- 怀特县（东部）
- 洛诺克县（东南）
- 普拉斯基县（南部）
- 佩里县（西南）
- 康威县（西部）
- 范布伦县（西北）

## 教育

### 公共教育
中小学生的公费教育由以下机构提供：
- 康威学区，包括康威高中，康威
- Greenbrier 学区，其中包括Greenbrier High School , Greenbrier
- Guy-Perkins 学区，其中包括Guy-Perkins 高中，Guy
- 五月花学区，其中包括五月花高中
- 弗农山 - 埃诺拉学区，其中包括弗农山 - 埃诺拉高中，弗农山
- Vilonia 学区，其中包括Vilonia High School , Vilonia

### 私立教育
中小学生的私立教育由以下机构提供：
- 康威圣约瑟夫高中
- 康威基督教学校（康威，阿肯色州）

## 社区

### 城市
- 康韦
- 格林布賴爾
- 蓋伊
- 霍蘭
- 梅弗勞爾
- 奎特曼（主要在克利本郡）
- 維洛尼亞

### 城镇
- 大馬士革（部分在范布倫郡）
- 恩德斯
- 伊諾拉
- 芒特弗農
- 特溫格羅夫斯
- 伍斯特

## 人口

福克纳县人口结构金字塔图

| 调查年                                                 | 人口    | 备注 | %±    |
| ------------------------------------------------------ | ------- | ---- | ----- |
| 1880                                                   | 12,786  |      | —     |
| 1890                                                   | 18,342  |      | 43.5% |
| 1900                                                   | 20,780  |      | 13.3% |
| 1910                                                   | 23,708  |      | 14.1% |
| 1920                                                   | 27,681  |      | 16.8% |
| 1930                                                   | 28,381  |      | 2.5%  |
| 1940                                                   | 25,880  |      | −8.8% |
| 1950                                                   | 25,289  |      | −2.3% |
| 1960                                                   | 24,303  |      | −3.9% |
| 1970                                                   | 31,572  |      | 29.9% |
| 1980                                                   | 46,192  |      | 46.3% |
| 1990                                                   | 60,006  |      | 29.9% |
| 2000                                                   | 86,014  |      | 43.3% |
| 2010                                                   | 113,237 |      | 31.6% |
| 2020                                                   | 123,498 |      | 9.1%  |
| 2021年估计                                             | 125,106 |      | 1.3%  |
| U.S. Decennial Census 1790–19601900–1990 1990–20002010 |         |      |       |

### 人口普查
截至2020年美國人口普查，该县有123,498人、47,389户家庭和31,590个家庭。
| 种族                           | 人口数 | 占比   |
| ------------------------------ | ------ | ------ |
| 白人 (非拉丁裔)                | 92,573 | 74.96% |
| 非裔美国人 (非拉丁裔)          | 14,274 | 11.56% |
| 美洲原住民                     | 562    | 0.46%  |
| 亚裔美国人                     | 1,461  | 1.18%  |
| 太平洋岛原住民                 | 61     | 0.05%  |
| 混血/多种族身份                | 7,777  | 6.3%   |
| 西班牙裔美国人 or 拉丁裔美国人 | 6,790  | 5.5%   |